# Grete Leutz
Grete Anna Leutz (* 27. Juni 1930 in Konstanz; † 1. Januar 2025 in Überlingen) war eine deutsche Ärztin, Psychotherapeutin und Gründerin des Moreno-Instituts für Psychodrama, Soziometrie, Gruppenpsychotherapie in Überlingen am Bodensee. Sie wandte erstmals das Psychodrama in der Therapie von Menschen mit Psychosen an und war eine enge Mitarbeiterin von Jakob L. Moreno und Zerka T. Moreno. Grete Leutz war eine der Mitgründerinnen der International Association of Group Psychotherapy, der sie von 1986 bis 1989 als Präsidentin vorstand.

## Publikationen
- Über flüchtige Veränderungen des Erregungsrückgangs im kindlichen Elektrokardiogramm. Überlingen Bodensee 1957
- Psychodrama: Das klassische Psychodrama nach J. L. Moreno. 1974
- Psychodrama. Vandenhoeck u. Ruprecht, Göttingen 1980
- Psychodrama als interpersonelle Suchtkrankentherapie. Nicol-Verlag, Kassel 1983
- Das klassische Psychodrama nach J. L. Moreno. Springer, Berlin 1986 (1., korrigierter Nachdr.)
- Психодрама: Теория и практика. Классическая психодрама Я.Л. Морено. Москва: Прогресс, 1994. ISBN 5-01-003899-4
- Erzählung und Erzähltes in der Psychodramatherapie [Tonträger], [Vier-Türme-Verl.], [Münsterschwarzach] 1997

### Übersetzung von Grete Leutz
- Jacob L. Moreno: Die Grundlagen der Soziometrie: Wege zur Neuordnung der Gesellschaft. Köln 1954

## Nachweise
1. ↑  Trauer um Grete Leutz. In: Südkurier, 7. Januar 2025 (genios.de)
2. ↑  Stumm/Pritz et al.: Personenlexikon der Psychotherapie, Wien New York 2005, 281–283

| Personendaten    | Personendaten                                         |
| ---------------- | ----------------------------------------------------- |
| NAME             | Leutz, Grete                                          |
| ALTERNATIVNAMEN  | Leutz, Grete Anna; Leutz, Grete-Anna; Leutz, Grete A. |
| KURZBESCHREIBUNG | deutsche Psychotherapeutin                            |
| GEBURTSDATUM     | 27. Juni 1930                                         |
| GEBURTSORT       | Konstanz                                              |
| STERBEDATUM      | 1. Januar 2025                                        |
| STERBEORT        | Überlingen                                            |